# Keviczky Kálmán
Keviczky Kálmán, Colman von Keviczky (Ruttka, 1909. augusztus 21. – 1998. július 27.) magyar, majd amerikai katonatiszt, festő, filmes szakember, UFO-kutató.

## Élete
A Keveházi-Keviczky család a Képes Krónika Magyarok első bejövetele Pannóniába fejezetének 3. oldalán szereplő szittya Keve vezér, törzsi kapitány törzséből (Keve házából) Kr. u. 373-ban Keveházi néven származott.
Ezt megerősíti a Turóc vármegye levéltárából származó, II. Ferdinánd magyar király 1629-ben Keveházi-Keviczky János számára kibocsátott oklevele is. A kettős név azt jelenti, hogy a Felvidék magyar nemesi család nevét kényszerűen elszlávosították. Keve vezér a rómaiak ellen vívott keveházi csatában esett el, és a kőbálvánnyal megjelölt sírját körülvevő területet Keveházának nevezték el. Arany János verse szerint Keveháza jelenleg Tárnokvölgy.
Mivel a magyar törvényhozás a történelmi családok nevének nem nyújtott kellő védelmet, és azokat bárki felvehette, ezért Keviczky Kálmán az Egyesült Államokba érkezve nevét Colman von Keviczkyre változtatta, amelyben a 'von' előtag családjának honfoglalás kori eredetét jelentette.
Keviczky Kálmán István egy történelmi család sarjaként Ruttkán, Turóc megyében látta meg a napvilágot, 1909. augusztus 21-én. Édesapja id. Keviczky Kálmán főjegyző, édesanyja Musza Karolin tanítónő volt. Gyermekkorát a településen töltötte, majd az Osztrák–Magyar Monarchia felbomlásával, és az egyre gyakoribb magyarüldözések miatt a Keviczky család áttelepült a mai Magyarország területére. Pesterzsébeten telepedtek le, ahol apja adóügyi jegyzői állást kapott.

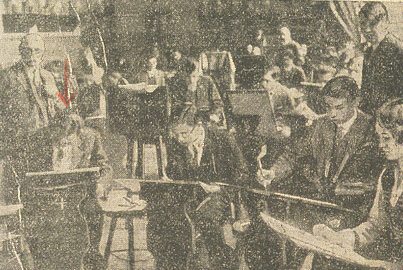
Keviczky Kálmán (balra) egy rajzversenyen (1927)

Iskoláit a kalocsai Érseki Főgimnáziumban kezdte meg, majd 1927-ben a pesterzsébeti Kossuth Lajos Reálgimnáziumban folytatta.
Kedvenc szórakozását, a szabadkézi rajzot az 1920-as évek középiskolái csak a felsős osztályok éveiben biztosítottak a tantermekben, heti egy órát. Így 1924-ben mint a Pestszenterzsébeti Magyar Királyi Állami Kossuth Lajos Reálgimnázium 5. osztályának tanulója kerülhetett Óvár Rezső festőművész-rajztanára helyes pedagógiai szakirányítása alá, aki tehetségét felfedezte. 1927-ben mint a gimnázium legtehetségesebb tanulója az Országos Középiskolai Tanulók Legjobbjainak Rajzversenyén vett részt. Az érettségi mellé Az Est című újság 1927. május 28-ai számában egy kép is megjelent róla a rajztábla fölé görnyedve. Rajztanára a Képzőművészeti Akadémiára javasolt, de ő akkor belső sugallatra a katonai pályát választotta.
Egyéves önkéntes tüzérszolgálat után előbb a Zrinyi, majd a Magyar Királyi Ludovika Akadémiára került, ahol a Levente Kör képzőművészeti szakosztályában a grafikától az olajig újra megtalálta önmagát. Feltűnte új irányú recessziós, erősen szinkronkontrasztos vad festményeivel, karikatúráival, a Szikrák (gazdagon illusztrált) évfolyamainak kőnyomatos szerkesztésével.
Vitaversenyeken szószólója lett az audiovizuális csapatpedagógiának, a szabályzatok rideg, sulykoló magolása helyett. Ő lett a Ludovika Akadémia mozigépésze, kultúrelőadások szervezője és rendezője. Itt jött rá, hogy egyszeri vonásokkal illusztrált filmnek milyen nagy jelentősége lehet a szemléltető oktató kiképzésben.
Mint hadnagy csapattiszt, a Katonai Szemle állandó munkatársa cikkeivel az audiovizuális szemléltető oktatás modern pedagógiai gyakorlatának előnyeire hívta fel a kiképző tisztikar figyelmét.
1938-ban Takách Éva középiskolai tanárnőt feleségül vette.
1938-ban a Magyar Királyi József Nádor 2. Honvéd Gyalogezred Tiszti Kaszinója megfestett képemről Horthy Miklóst a Novara parancsnoki hídján.
Filmművészeti és technikai tanulmányait Berlinben (UFA) és Bécsben folytatta tovább. Ezután a Magyar Királyi Honvédség vezérkari 6. filmosztályának produkciós vezetője lett. Közel 30 katonai dokumentumfilmet készített. Nevéhez fűződik az első magyar honvéd oktatófilm, a „Testnevelés és honvédelem” elkészítése. A Vezérkar Főnöksége 5. Kiképzési Osztály keretében leforgatott alkotást Tasnády Ferenc őrnagy ötlete és forgatókönyve alapján Keviczky rendezte meg.
Eközben rajzai, festményei, illusztrációi színesítették többek között a Hadiparancs és a Magyar Katonaújság (Honvéd Altiszti Folyóirat) lapjait. 1939. február 5-én megjelent cikke mérföldkő volt a szemléltető oktatás történetében.
Szeptember 1-jén kitört a második világháború, ami mélyen megérintette. Egy olyan oktatótáblát szerkesztett, amely méltán érdemelte ki az „élete legszebb munkája” címet. A Magyar Katonaújságban is közzétett alkotás évekkel később sok bajt okozott Keviczky Kálmánnak. „A Magyar Királyi Honvédségből a Varsói Egyezmény miatt szovjet ágyútöltelékké átvedlett (?) nép hadseregének így lettem a háborús bűnöse.”
Sorra jelentek meg írásai a Magyar Katonai Szemlében, 1940-ben a katonai oktatófilmek gyártásának szükségességéről (Keviczky: Néhány szó a filmről, 11–12 o.) tájékoztatja a magyar tisztikart, így egy évvel később elkészülhetett a már említett első honvéd oktatófilm.
1942-ben a bécsi Wien Filmnél, a berlini UFA cégnél, majd a hamburgi Kommerz Filmnél tett tanulmányutat. Részt vett Somogyváry Gyula író híres katonaregényének megfilmesítésében. A Bajtársak című filmnek lett a katonai szakértője és kisegítő rendezője. A Pacséry Ágoston által rendezett nagy sikerű filmben olyan neves színészekkel dolgozott együtt, mint Simor Erzsi, Szilassy László illetve Juhász József.
Ugyanebben az évben katonai témájú kisfilmjeivel segítette a nemzetnevelés és a katonai szolgálat népszerűsítését.
1942. január 20-án nagy sikerű előadást tartott a Magyar Amatőrfilm Szövetség tagjainak Amatőrfilm és film a honvédség szolgálatában címmel.
1943-ban elkészült a „Határvadászok” és a „Tüzérségünk” ismeretterjesztő filmje (amelyet 150 állomáshelyre kölcsönöztek ki), majd abban az évben bemutatták (a Budapesti Tisztikaszinóban) a „Naszádok előre!” című alkotását, amelyet pár évvel később a Magyar Néphadsereg filmintézete nyomtalanul eltüntetett.
Az 1956-os forradalom tragikus híre cselekvésre késztette, és barátaival történelmi tettet hajtott végre. Martonffy István mérnök vezetésével kalandos úton magyar nemzeti színű lobogót és "Stop Genocide, Save Hungary!" feliratot függesztettek ki a Szabadság szoborra. Az amerikai sajtó napokig cikkezett az eseményről.

„A magyar nemzet lázadása, és a pesti srácok forradalma a világmegváltó kommunizmus rémuralma ellen a szülőhazájukból kiüldözött, az egész világon szétszórt nyugati magyar emigráció hírverő akcióinak hozzáállása nélkül ma nem lenne Földünk minden apraja-nagyjának elismerő tudatában. A nyugati akciók legnagyobbika, amely az egész világot bejárta New Yorkban történt, ahol 1956. november 19-én délben a Szabadság Istennőjének fáklyáján 7 méter hosszú magyar lobogót és Amerika zászlaját lobogtatta a szél. A vállalkozást Martonffy mérnök és jómagam a Bakonyi család bevonásával terveztük és hajtottuk végre. Az esemény fénykép- és tévéfelvételei az egész világot bejárták. A szobron az alábbi szöveg volt olvasható: ÁLLÍTSD MEG A NEMZETIRTÁST - MENTSÉTEK MEG MAGYARORSZÁGOT!”

1958-ban tragédiák egész sora érte. Meghalt édesanyja, és elvesztette szeretett feleségét is. Fiával, Attilával egyedül maradt, de a sors nem törte meg. Újult erővel vetette magát a munkába.
Eközben egyre több időt fordított hobbijára, az UFO-jelenség tanulmányozására. Arra a következtetésre jutott, hogy az amerikai kormány és katonai vezetés a média segítségével manipulálta a közvéleményt, hogy az intergalaktikus űrhajók egyre sűrűsödő látogatásait eltussolja.
1963-ban új időszámítás kezdődött Keviczky Kálmán életében. Ismét megnősült, Makkay Jolánt vette feleségül (Joli nénit – ahogy a magyar UFO-kutatók ismerik), aki szerető felesége és munkatársa lett.
Egy évvel később felszámolta fotós cégét, és az ENSZ sajtóosztályán helyezkedett el, mint film- és fotótechnikus. Jó helyre került, és kihasználva a beosztásával járó előnyöket mint az ENSZ munkatörzsének tagja az ebédszünetekben az irattárak mélyén UFO-okmányok után kutatott, de nem talál semmit. Ez megdöbbentette, és cselekvésre késztette.
1965-ben az UFO-k tevékenységének nemzetközi ellenőrzésére tett javaslatot az ENSZ sajtóosztályának. Mivel javaslatát válaszra sem méltatták, 1966 februárjában U' Thant elnökhöz intézett memorandumot, ennek eredményeképpen megbízták az UN-UFO Project kidolgozásával. Javaslata nem aratott osztatlan sikert, elbocsátották állásából.
Az Egyesült Államok kormánya, valamint a CIA hathatós közreműködésével tudományos feketelistára került, ami végleg elzárta előtte a tudományos karrier lehetőségét. Nyugdíjazásáig fotótechnikusként dolgozott, de UFO-projektjének kudarca nem szegte kedvét. Memorandumaival bombázta a kormányokat, és a titoktartás alól feloldott dokumentumokat lobogtatva sürgette az UFO-probléma sürgős megoldását. Belépett Donald E. Keyhoe őrnagy NICAP szervezetébe, majd 1966-ban megalapította az ICUFON-t (Intercontinental UFO Galactic Spacecraft Research and Analytic Network), amelynek tagja többek között prof. Hermann Oberth, a rakétatudományok atyja is. A szervezet létszáma gyorsan nőtt, hamarosan az egész világot behálózták.
1967. november 3-ától 6-áig a németországi Mainz városában, a 7. Nemzetközi UFO Kongresszuson (amelynek díszelnöke prof. Hermann Oberth volt) 24 nemzet 1500 képviselője elfogadta a Keviczky Kálmán által szerkesztett híres Mainzi UFO Rezoluciót, amelyet később 137 ország államfőjének juttattak el. A kongresszus főszónokává előlépett Keviczky őrnagy a nyilvánosság előtt leleplezte a nagyhatalmak félrevezető politikáját, amellyel igyekeztek eltitkolni az UFO-erők globális tevékenységét. A kongresszus híre Magyarországot is elérte, s a korabeli sajtó (Magyarország (folyóirat), 1967. december 3.) pár mondatban számolt be az eseményről, gondosan ügyelve arra, hogy Keviczky Kálmán őrnagyot még véletlenül se tüntesse fel jó színben („És még valaki ismeri itt az igazságot, bár tudásával az életben nem volt szerencséje”).
Az ICUFON 1969-ben egy nemzetközi UFO-ellenőrző központ azonnali felállítását követelte (Kambodzsa területén), 1970-ben pedig a veszélyeztetett nemzetközi biztonság áttekinthetőségére a nemzetek katonai erőinek, űrkutatóinak, legnevesebb tudósainak és az UFO jelenség nemzetközi úttörőinek bevonásával nemzetközi kongresszus összehívását sürgette. Az ENSZ ezt is megtagadta. Még abban az évben Keviczky Kálmán hosszú idő után először hazalátogatott Magyarországra. A Technika Házában tartott előadásán magas rangú állami tisztviselők, katonatisztek és titkosügynökök is jelen voltak. Mondandója nem aratott osztatlan sikert, egyesek tiltakoztak az „amerikai kémnek” titulált kutató előadása miatt.
1975-ben az ENSZ körébe tartozó egyetemeken az űrkutatás jövő generációjának előképzésére kidolgozta az ún. Postgraduate Facultyt. Az ENSZ ehhez sem járult hozzá.
1977-ben a híres Acapulcoi Nemzetközi UFO Kongresszuson Grenada miniszterelnöke Sir Eric M. Gairy és nagykövete, dr. Wellington Friday fél órán keresztül méltatta Keviczky Kálmán munkásságát, valamint javaslatot tettek egy ENSZ UFO Department megalakítására. Felsőbb nyomásra ez soha nem valósult meg. 1978-ban az ENSZ követei kézhez kapták az ICUFON Zöld Memorandumát.
1980. január 29-én Keviczky Kálmán a Lordok Háza meghívásának eleget téve előadást tartott Londonban. Itt ismét egy nemzetközi konferencia sürgős összehívását sürgette. Ezt hallva Anglia honvédelmi minisztere Keviczky beszédének sajtótájékoztatóját, interjúit és a Kék Memorandum tájékoztatóját a hírközlő médiáknál azonnal letiltotta.
1983-ban európai körutat tett, majd munkatársaival találkozott az osztrák államfővel, dr. Rudolph Kirchschlangerrel, és beszámolt a nemzetközi UFO-helyzetről valamint a lehetséges megoldásokról.
1985-ig a Fehér Ház, a National Security Council és a Kongresszus ajtaját döngeti és követeli az UFO-probléma mihamarabbi megoldását. Erőfeszítéseit siker koronázta, hiszen mind Ronald Reagan amerikai elnök, mind Mihail Gorbacsov szovjet főtitkár nyilvánosan is bevallotta, hogy az UFO-jelenség létezik, és ha Földünket az űrből bármilyen inváziós veszély fenyegetné, úgy a két nagyhatalom egyesíteni a haderejét, hogy a veszélyt elhárítsa.
1988. szeptember 6-án a Rio de Janeiró-i Nemzetközi UFO Kongresszuson elhangzott történelmi beszédében Keviczky Kálmán az űrháború veszélyére hívta fel a figyelmet. A résztvevők követelték az ENSZ-től a világ biztonságát fenyegető UFO-probléma azonnali napirendre tűzését.
Keviczky Kálmán 1989-ben Magyarországra érkezett és előadást tart ott Budapesten. Az eseményről több lap is beszámolt, többek között a Reform, amely a következő években gyakran hivatkozott a népszerű UFO-szakértőre.
Abban az évben megjelent az első magyar nyelvű, Keviczky életpályát összefoglaló mű a Bermuda Könyvek sorozatban. A címe: UFO: Összeesküvés az emberiség és civilizációja ellen.
1990-ben Hakuiban, négyezer ember előtt tartott előadást neves asztronauták (Marina Popovics, Jerry Carr) és elismert tudományos szakemberek (Vlagyimir Azsazsa, Bruce Maccabee) társaságában. A résztvevők Keviczky Kálmán kezdeményezésére megbeszélést tartottak és „hadat üzentek” minden olyan törekvésnek, amelyek az UFO-erők ellen irányulnak.
1992-ben újra Magyarországra érkezett. Az ózdi UFOCON'92 kongresszus sajtótájékoztatóján televíziós vitára hívta az MTA elnökét, Szentágothai János professzort, aki támadást intézett az UFO-kutatók ellen. A meghívást a neves orvos természetesen nem fogadta el. Október végén Budapesten, az Űrkutatási és Űrkommunikációs Világkongresszus főszónokaként, Robert O'Dean társaságában cselekvésre szólította fel a világ kormányait.
A 84 éves Keviczky Kálmán egyre többet betegeskedett, de ez nem törte meg. Kongresszusokon tartott előadásokat, és memorandumokkal bombázta az elnökjelölteket, akik közül egyedül Bill Clinton válaszolt, és ígéretet tett arra, hogy lépések fognak történni az UFO-ügyben.
Keviczky Kálmán 1994-ben Magyarországra érkezve Budapesten, majd Debrecenben tartott nagy sikerű előadást.
1995-ben bemutatták azt a dokumentumfilmet, amelyen egy idegen lény boncolása látható. Az ICUFON elnöke mint elismert filmes szakember a düsseldorfi UFO-kongresszuson nyilatkozatot adott ki, amelyben megállapította, hogy a felvételeket valóban az 1940-es évek végén készíthette egy képzett szakember. 1996-ban megjelent az Intergalaktikus Jövő című könyve.
1997-ben kondorosi barátai kiadták az UFO-Probléma című kiskönyvét.
A betegeskedő Keviczky Kálmán kórházba került, szemműtétje is akadályozza a munkában, de töretlenül írta a cikkeket, leveleket és koordinálta az ICUFON szervezeteket.
1998 májusában nagy reményekkel várta a San Marinói választások eredményét, hiszen a kis állam kormányának segítségével (Független köztársaság, befolyásmentes, Nem úgy, mint egykor Grenada – írta levelében) az ENSZ elé kerülhetett volna az UFO-probléma megoldására tett javaslata.
Ezt azonban már nem érhette meg, július 27-én a betegség végleg legyőzte.

## Keviczky Kálmán, a hazafi
Keviczky Kálmán mint a régi Magyarország szülötte mindig büszke volt gyökereire. Az emigráció évei alatt soha nem feledkezett meg szülőhazájáról, az 1950-es évektől kezdve minden lehetséges fórumon igyekezett felhívni a figyelmet az országot ért tragédiákra (szovjet megszállás, 1956 stb.). Mindig boldogan tért haza és magyarságát büszkén vállalta, soha nem tagadta meg.

## Könyvei
- 1. UFOs Around The World (előszó – 1978)
- 2. És akkor jöttek az UFO-k (Kolibri Kiadó – 1989)
- 3. UFO: Összeesküvés az emberiség és civilizációja ellen (Bermuda Könyvek, Ózd 1989)
- 4. És akkor jöttek az UFO-k Magyarországra (Kolibri Kiadó – 1990)
- 5. És akkor jöttek az UFO-k III. (Kolibri Kiadó – 1991)
- 6. Intergalaktikus jövő (Kornétás Kiadó – 1996)
- 7. Az UFO-probléma (Kondorosi UFO Egyesület – 1997)

## Filmjei
- 1. Testnevelés és honvédelem (1941)
- 2. Bajtársak (1942)
- 3. Tüzérségünk (1943)
- 4. Határvadászok (1943)
- 5. Naszádok előre! (1943)
- 6. Lőszer útja (1943)
- 7. Folyamerők (1943)
- 8. Magyar lobogó a Szabadság szobron (1956)
- 9. Secrets of the Gods (1976)
- 10. Riport Keviczky Kálmánnal (Országos Széchényi Könyvtár archívuma, 1992)
- 11. UFOs – The Contacts (1995)
- 12. Ufókrónika 2. (1995)
- 13. Ufológia CD-Rom (2000)
- 14. Encontro com Civilizaçoes Cósmicas (CBPOV 2007)

## Pax Galacticana Díj
A Pax Galacticana – In Memoriam Colman von Keviczky-díjat azoknak ítélik oda, akik kiemelkedő jelentőségű munkát végeztek a hazai és nemzetközi UFO-kutatás, a megújuló energiaforrások kutatása, a parapszichológia, a megmagyarázatlan jelenségek feltárása, valamint Keviczky Kálmán emlékének ápolása terén. A díj alapötlete Jankó Zoltán, a gabonakörök kutatója nevéhez fűződik.